# Буян-Бадыргы, Монгуш
Монгу́ш Буя́н-Бадыргы́ (тув. Хүн Ноян Моңгуш Буян-Бадыргы Үгер-Даа; 25 апреля 1892 — 22 марта 1932 года) — тувинский общественный и государственный деятель, основоположник тувинской государственности.

## Биография

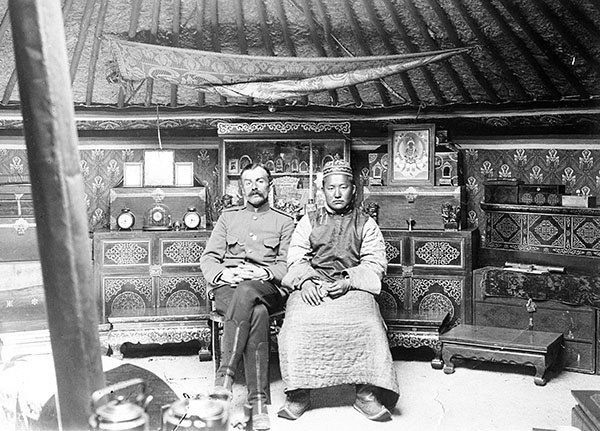
Буян-Бадыргы и русский чиновник. И вот мы видим, как выглядел основатель Белоцарска, заведующий устройством русского населения в Туве Владимир Габаев. Однако до сих пор ведутся споры о том, кто же эти русские на этой знаменитой фотографии 1914 года

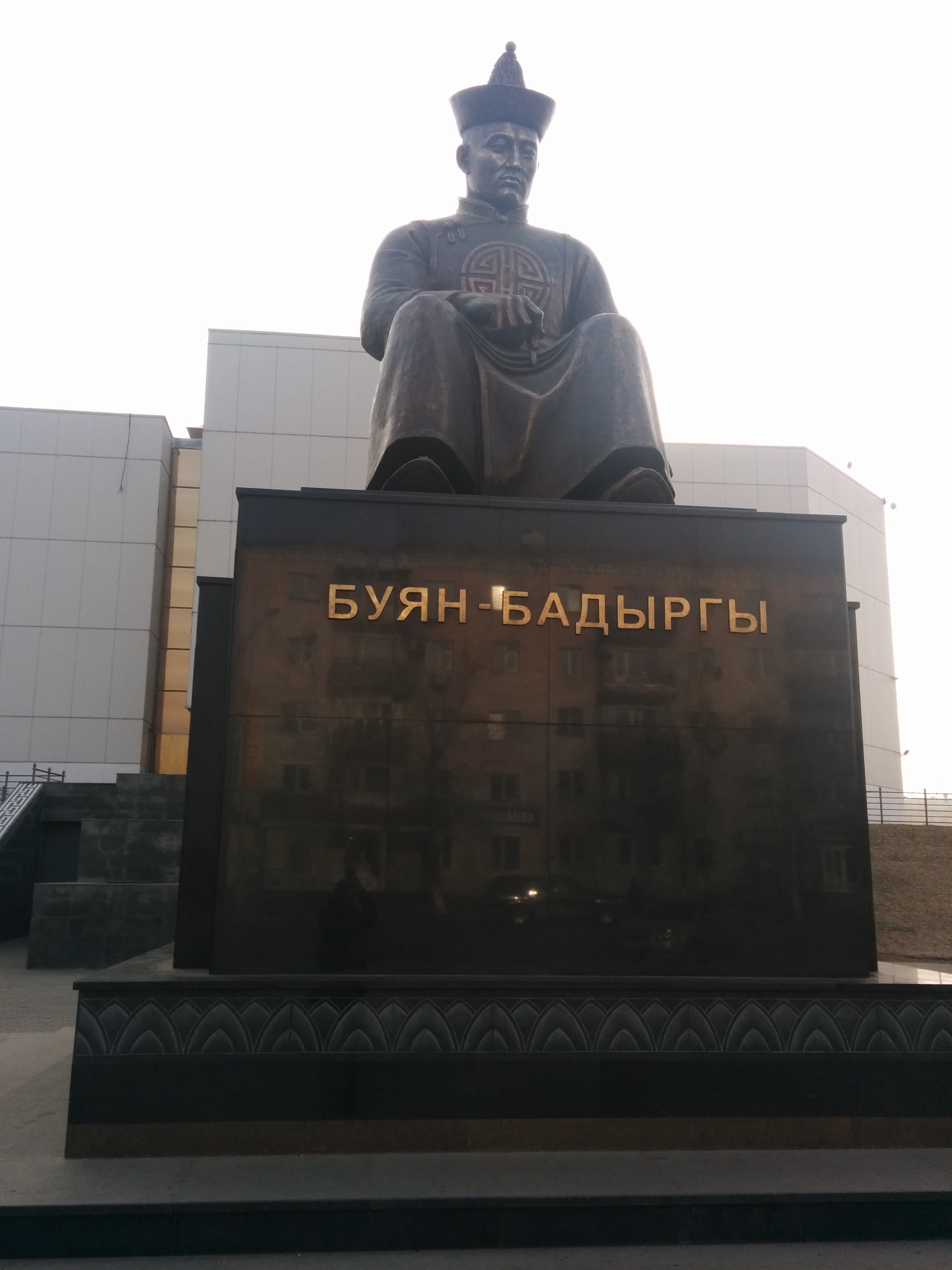
Памятник Буян-Бадыргы в Кызыле, установлен в 2014 году

### Ранние годы
Буян-Бадыргы родился 25 апреля 1892 года в местечке Аянгаты в семье табунщика Номчула Монгуша. Был усыновлён дядей нойоном Хемчикского Даа-кожууна Монгушом Хайдыпом (Буурул Ноян).
Хайдып Угер-даа был, пожалуй, одной из наиболее ярких и сильных личностей в политической истории Тувы. Встречавшиеся с ним европейские и русские путешественники отмечали его высокую образованность, аристократизм, управленческий талант. Однако Хайдып, судя по всему, не совсем ясно представлял себе масштабы и силу северного соседа. После поражения России в русско-японской войне отношение нойона к русским поселенцам резко изменилось, фактически началось их изгнание. Ситуация обострялась, Хайдып был приглашён сибирскими казаками в Усинск на переговоры. Там по словам самого Хайдыпа был отравлен ядом за несговорчивость. Долго болел, похоронен с большими почестями на горе возле устья р. Шеми.
Буян-Бадыргы с детства отличался остротой ума, большим чувством собственного достоинства, прекрасными манерами и склонностью к разумным компромиссам. Современники отмечали его образованность. Он свободно владел, кроме родного, монгольским, тибетским и русскими языками. Именно от Хайдыпа Буян-Бадыргы перенял остроту ума, чувство собственного достоинства, прекрасные манеры и склонностью к разумным компромиссам. В 1908 году, после смерти приёмного отца, в 16 лет он становится клановым вождём — Даа-нойоном. Несмотря на возраст, пользовался заслуженным авторитетом у тувинцев, русских и монголов. Современники отмечали его образованность. Буян-Бадыргы был учеником монгольского ламы Оскала Уржута, свободно владел, кроме родного, монгольским, тибетским, китайским и русским языками.
В 1912 году, после Синьхайской революции и последовавшего ослабления китайской власти, Буян-Бадыргы оказался среди «русофилов». Он и его духовный наставник, дядя Чамзы-Камбы составили обращение к русскому царю Николаю II с просьбой о покровительстве. Данное прошение, подкреплённое историческими фактами, было доложено Николаю II. 4 апреля 1914 г. царь наложил резолюцию о своём согласии на протекторат России над Урянхайским краем.

### Созыв Хурала и провозглашение независимости Тувы
Ещё до начала учредительного съезда Буян-Бадыргы собрал правителей Хемчикского кожууна и разработал проект Конституции, где объявлялся суверенитет Танну-Тувы. Проект был предложен, наряду с проектом И. Сафьянова (Эккендея), на рассмотрение съезда и получил одобрение. Буян-Бадыргы председательствовал на тройственной конференции представителей Тувы, СССР и МНР в 1924 году и в немалой степени содействовал её успешной работе. По результатам конференции Советский Союз (в 1924) и Монголия (в 1926) признали независимость Тувинского государства.

### Политическая деятельность и посты
С 1908 — даа-нойон Хемчикского даа-кожуна.
В 1921 избран первым председателем правительства республики Танну-Тува; в 1922 — заместителем председателя совета министров. В 1923 избран председателем совета министров.
В ноябре 1926 года на сессии Малого Хурала его избрали министром финансов республики.
С его участием были разработаны и приняты конституции республики 1921, 1923, 1924 и 1926 годов. Под его руководством был создан тувинский ревсомол.

### Религиозно-просветительская деятельность
Силой авторитета Буян-Бадыргы поддерживал буддизм, активно участвовал в созыве Всетувинского съезда лам. Одно время являлся председателем законодательной комиссии, писал закон о браке и семье.

### Семья
Проживал вместе с семьёй в Дзун-Хемчикском кожууне в местечке Кадыр-Эл (до 1929 года, пока его не арестовали). У Буяна-Бадыргы не было собственных детей, но в 1910—1920 годах (точно неизвестно) он удочерил годовалую дочку знакомых, назвав её Дембикей.

### Арест и смерть
Буян-Бадыргы был арестован в 1929 году, содержался в тюрьме. В марте 1932 года на заседании Политбюро ЦК ТНРП Монгуш Буян-Бадыргы вместе с другими был обвинён в «контрреволюционных бандитско-грабительских» действиях, участии в Хемчикском восстании «чёрно-жёлтых» феодалов в 1924 году и расстрелян. Вместе с ним был расстрелян бывший премьер-министр Куулар Дондук.
Монгуш Буян-Бадыргы был реабилитирован в 1994 году (окончательно только в 2007).

## Память

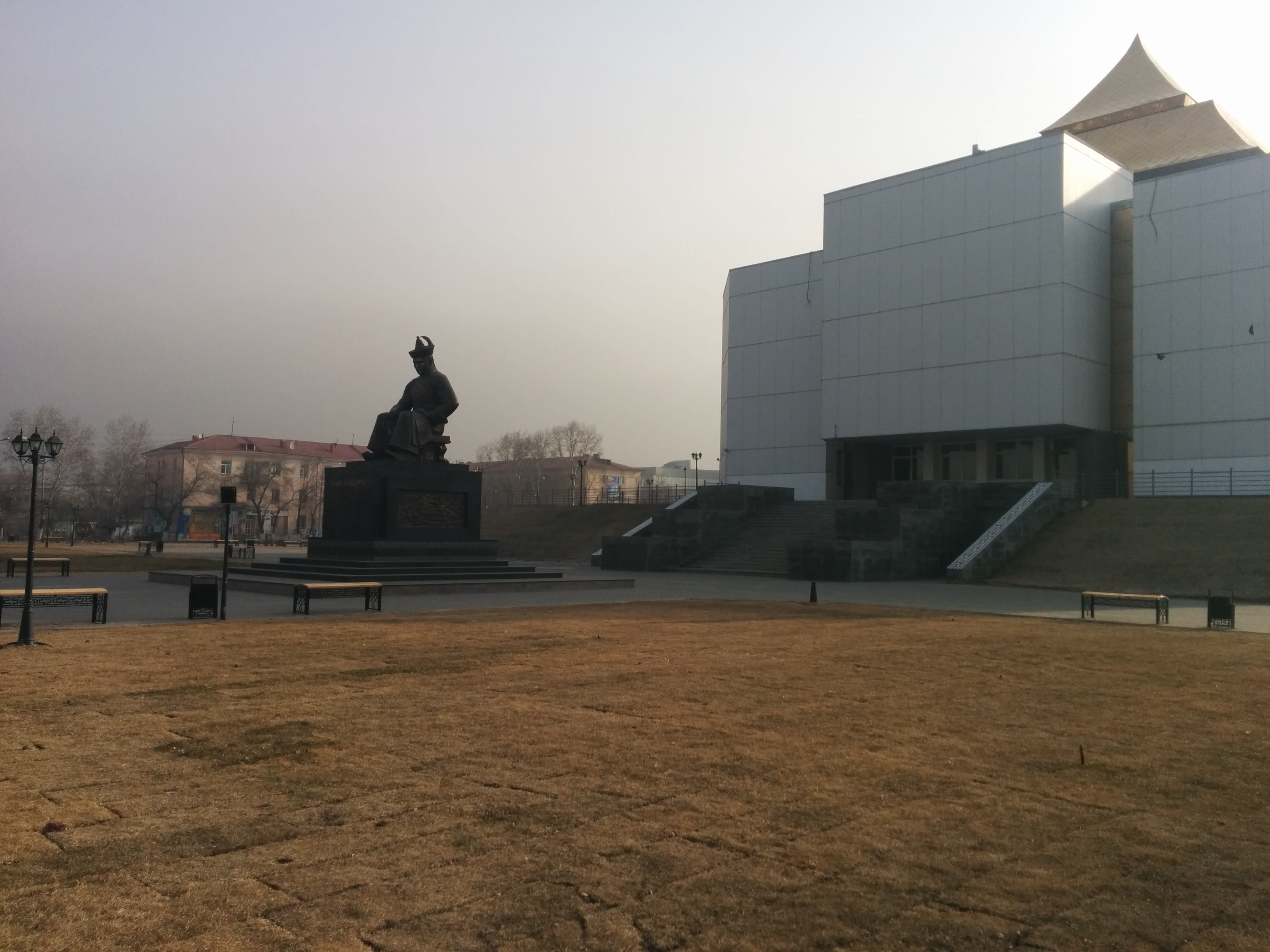
Памятник Буян-Бадыргы на фоне северной стороны Тувинского национального музея. 2014. Кызыл

- В 2014 г., на 100 юбилей города Кызыл был открыт памятник Буян-Бадыргы, который находится около музея им. Алдан-Маадыр (60 богатырей).
- В нескольких населённых пунктах Республики Тува именем Буян-Бадыргы названы улицы.
- В городе Чадан Дзун-Хемчикского кожууна республики Тува работает краеведческий музей им. Буян-Бадыргы[6].
- В Кызыле работает гостиница, носящая имя Буян-Бадыргы.
- 14 июня 2012 года в Республике Тыва был учреждён орден «Буян-Бадыргы» трёх степеней.

## Комментарии
1. ↑  Ныне — село в Барун-Хемчикском кожууне, Тыва, Россия.
2. ↑  После упразднения города Усинска в 1913 году на его месте остались два разделённых рекой Ус села с парными названиями — Верхнеусинское и Нижнеусинское